# Стокбридж (Вермонт)
Стокбридж (англ. Stockbridge) — місто (англ. town) в США, в окрузі Віндзор штату Вермонт. Населення — 718 осіб (2020).

## Демографія
Згідно з переписом 2010 року, у місті мешкало 736 осіб у 339 домогосподарствах у складі 208 родин. Було 553 помешкання
Расовий склад населення:
| - 97,6 % — білих - 0,5 % — азіатів - 0,4 % — корінних американців - 0,3 % — чорних або афроамериканців |

До двох чи більше рас належало 1,2 %. Частка іспаномовних становила 0,4 % від усіх жителів.
За віковим діапазоном населення розподілялося таким чином: 20,2 % — особи молодші 18 років, 62,4 % — особи у віці 18—64 років, 17,4 % — особи у віці 65 років та старші. Медіана віку мешканця становила 46,5 року. На 100 осіб жіночої статі у місті припадало 100,5 чоловіків;  на 100 жінок у віці від 18 років та старших — 101,0 чоловіків також старших 18 років.
Середній дохід на одне домашнє господарство  становив 77 676 доларів США (медіана — 59 762), а середній дохід на одну сім'ю — 96 994 долари (медіана — 90 750). Медіана доходів становила 50 114 долари для чоловіків та 43 750 доларів для жінок. За межею бідності перебувало 6,8 % осіб, у тому числі 8,1 % дітей у віці до 18 років та 11,0 % осіб у віці 65 років та старших.
Цивільне працевлаштоване населення становило 438 осіб. Основні галузі зайнятості: освіта, охорона здоров'я та соціальна допомога — 28,5 %, мистецтво, розваги та відпочинок — 17,1 %, будівництво — 12,6 %, виробництво — 10,3 %.